# Paris (Idaho)
Paris è una piccola città rurale e capoluogo di contea della Contea di Bear Lake, Idaho, Stati Uniti d'America.

## Geografia fisica

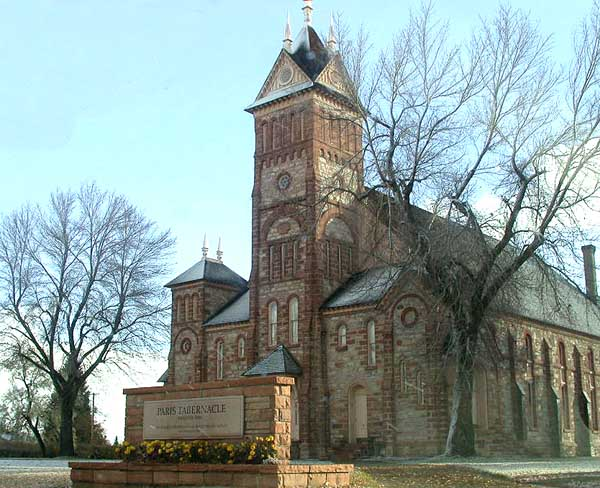

Paris sorge in una delle valli delle Montagne rocciose ad un'altezza di 1.818 metri s.l.m..
Ha una popolazione di 576 abitanti al censimento del 2000 e secondo lo United States Census Bureau ha una superficie di 9,1 km²;la densità di popolazione è di 63,8 ab/km². La maggioranza delle zone circostanti alla città sono usate per l'allevamento.

## Storia
Paris è stata fondata da dei pionieri mormoni (esattamente si tratta di appartenenti alla Chiesa di Gesù Cristo dei santi degli ultimi giorni) guidati da Charles C. Rich il 29 settembre 1863 ;durante i primi anni i pionieri hanno sofferto molto a causa del clima freddo e rigido della zona ma la loro fede impediva loro di lasciare l'area.
I fondatori credevano di aver edificato la città in Utah ma un controllo eseguito nel 1872 dimostrò che la città si trovava in effetti in Idaho.

## Riferimenti
- "Paris CCD, Bear Lake County, Idaho" www.census.gov
- American Fact Finder
- Rich, Russell R. (1863). Land of the Sky-Blue Water: A History of the L.D.S. Settlement of the Bear Lake Valley. [Provo, Utah]: Brigham Young University Press. pp. 18–19.